# Аватар (роман)
«Аватар» (англ. The Avatar) — науково-фантастичний роман американського письменника Пола Андерсона, виданий 1978 року. 

## Сюжет
Надзвичайно могутня раса прибульців, відома як Інші, залишила космосу (й часу) Т-машини, щоб допомогти багатьом чужорідним видам життя подорожувати серед зірок й еволюціонувати.
Даніель Бродерсон, багатій, який проживає в незалежній космічній колонії, котра виникла завдяки використання людьми Феба Т-машин, сподівається, що цей пристрій допоможе людству завоювати космос. Його бажання суперечить прагненням влади Землі, яка хоче зберегти людство на контрольованих кордонах.
Корабель посла Землі повертається до Сонячної системи після подорожі через Т-машини. Коли він виявив, що людство зіткнулося з розвиненішою расою, Бетанцями, екіпаж було заарештовано, а звістка про повернення корабля замовчувалася. Дізнавшись про це, Бродерсон та його подруга вирушають до Сонячної системи, щоб звільнити екіпаж та повідомити світові про махінації їх урядів, розваливши дрібні політичні структури, побудовані ними.
Бродерсон знаходить корабель й рятує частину екіпажу, а також першого прибульця, який відвідав Сонячну систему, але змушений тікати через ворота. Він вирушає в пошуках Інших, бо лише вони володіють знаннями, необхідними для того, щоб корабель міг повернутися додому.

## Переклади іншими мовами
Роман перекладено португальською (1979), німецькою (1980), російською (1997), та румунською (1998) мовами.